# Kohei Kudo
Kohei Kudo (Chiba, 28 augustus 1984) is een Japans voetballer.

## Carrière
Kohei Kudo speelde tussen 2003 en 2010 voor JEF United Ichihara Chiba. Hij tekende in 2011 bij Kyoto Sanga FC.